# Esiwa
Esiwa is een bestuurslaag in het regentschap Nias Utara van de provincie Noord-Sumatra, Indonesië. Esiwa telt 1403 inwoners (volkstelling 2010).